# Pauletta Foppa
Pauletta Foppa (født 22. december 2000 i Amilly, Frankrig) er en fransk håndboldspiller som spiller for Brest Bretagne Handball og Frankrigs kvindehåndboldlandshold.
Hun var med til at vinde OL-guld i håndbold for Frankrig, ved Sommer-OL 2020 i Tokyo, efter finalesejr over Rusland, med cifrene 30-25.